# Yard
Yard (zkratka yd) je původem britská délková jednotka, později byla převzata do tzv. imperiálního systému jednotek. Může mít různé definice:
- 1 yd = 0,9144 m
- 1 yd = 3 ft
- 1 yd = 36 in
- 1 yd = 1/1760 míle
- polovina sáhu

## Historie
Podle tradice odpovídal historický yard údajně vzdálenosti mezi špičkou nosu a prostředníkem předpažené ruky anglického krále Jindřicha I. V různých částech světa, včetně USA, byly dříve používány různé definice yardu. Současná definice vztažená k soustavě SI je kompromisem mezi nimi (yard k jednotkám SI ale nepatří).
Yard je nepřímo používán v mnoha státech dodnes, neboť s jeho pomocí jsou stanoveny některé rozměry hřiště pro kopanou. V atletice odpovídá 1 yardu výška překážek v mužských bězích na 400 metrů a 3000 metrů překážek. V mužském běhu na 110 metrů překážek odpovídají rozestupy jednotlivých překážek vzdálenosti 10 yardů.